# Uwe Prause
Uwe Prause (* 1964/1965) ist ein ehemaliger deutscher Basketballschiedsrichter.

## Leben
Prause stand bis 2006 im A-Schiedsrichter-Kader des Deutschen Basketball Bundes, ehe er auf eigenen Wunsch ausschied. Während seiner Laufbahn als Unparteiischer leitete der Berliner ab 1999 auch Spiele im Europapokal, Im November 2005 stand Prause in den Schlagzeilen, nachdem er in der Bundesliga-Begegnung zwischen Würzburg und Frankfurt von einer Kunststoffflasche am Kopf getroffen worden war. Ein Anhänger der Würzburger Mannschaft hatte die Flasche geworfen, Prause wurden 1200 Euro Schmerzensgeld zugesprochen. Nachdem seiner Schiedsrichterkarriere war Prause in Deutschland als Ausbilder für den Weltverband FIBA tätig.